# Bombus morawitzianus
Bombus morawitzianus là một loài Hymenoptera trong họ Apidae. Loài này được Popov mô tả khoa học năm 1931.